# Chance (альбом)
Chance — десятый студийный альбом рок-группы Manfred Mann’s Earth Band, выпущенный 10 октября 1980 года лейблом «Bronze Records» в Великобритании и лейблом «Warner Bros. Records» в США. Записан на «The Workhouse Studios» (Лондон) и «Casa das Flores» (Албуфейра) в 1979—1980. Переиздан в 1999 году с добавлением четырёх бонус-треков.

## Об альбоме
Сопродюсером Chance стал музыкант Тревор Рэбин, участвовавший и в записи следующего альбома, а позже записавший несколько альбомов с группой Yes. Рэбин также участвовал в записи альбома Chance как гитарист вместе с участником первого состава и одним из основателей группы Миком Роджерсом и ещё несколькими старыми и новыми музыкантами. В качестве ударника в группу был принят Джон Лингвуд (John Lingwood), который остался до 1987 года, записав с «Manfred Mann’s Earth Band» пять альбомов. В записи участвовала также саксофонистка Барбара Томпсон.
Как и многие предыдущие альбомы группы, Chance содержит значительное число композиций-каверов. Одним из хитов-синглов этого альбома является композиция «For You», являющаяся обработкой одноименной песни американского музыканта Брюса Спрингстина с дебютного альбома Greetings from Asbury Park, N.J. (1973), с которого «Manfred Mann’s Earth Band» ранее уже заимствовали свои хиты «Spirits in the Night» (альбом Nightingales and Bombers, 1975) и «Blinded by the Light» (альбом The Roaring Silence, 1976).

## Список композиций
сторона А
1. «Lies (Through the 80s)» (Denny Newman) — 4:37
2. «On the Run» (Манн, Tony Ashton, Florrie Palmer) — 3:53
3. «For You» (Брюс Спрингстин) — 5:41
4. «Adolescent Dream» (Манн) — 2:42
5. «Fritz the Blank» (Манн) — 2:52

сторона Б
1. «Stranded» (Mike Heron, Манн) — 5:49
2. «Hello, I Am Your Heart» (Dennis Linde) — 5:19
3. «No Guarantee» (Манн) — 3:50
4. «Heart on the Street» (Tom Gray) — 4:56

Бонус-треки (на переиздании 1999 года)
1. "A Fool I Am" (B side) (Mann, Пэт Кинг, Джон Лингвуд, Стив Уоллер) – 4:16
2. "Adolescent Dream" (single version) (Mann) – 2:24
3. "Lies (Through the 80s)" (single version) (Newman) – 4:15
4. "For You" (single version) (Springsteen) – 3:53

## Участники записи
- Манфред Манн — клавишные инструменты, вокал («Adolescent Dream»)
- Джон Лингвуд — Ударные, перкуссия
- Пэт Кинг — бас-гитара
- Мик Роджерс — гитара
- Стив Уоллер — гитара, вокал («This Is Your Heart»)
- Крис Томпсон — вокал («Lies Through The 80s», «On The Run», «For You»)

приглашённые музыканты
- Тревор Рэбин — гитара
- Робби Макинтош — гитара
- Geoff Whitehorn — гитара
- Дилан Бёрч — вокал («Guarantee» and others)
- Willy Finlayson — вокал («Heart On The Street»)
- Peter Marsh — вокал («Stranded»)
- Carol Stocker — бэк-вокал
- Barbara Thompson — саксофон